# مكلس (المتن)
مكلس هي إحدى القرى اللبنانية من قرى قضاء المتن في محافظة جبل لبنان.